# Monte Gusuku
El monte Gusuku (城山 Gusuku-yama?, Kunigami: Tatchū-yama) es el punto más elevado de la isla de Iejima, en la prefectura de Okinawa (Japón). La montaña se eleva 172,2 m en la villa de Ie, al noroeste de la isla de Okinawa. El lugar fue fortificado por el Ejército Imperial Japonés y fue testigo de las hostilidades de la batalla de Okinawa en 1945.
La montaña se encuentra en el lado este de la isla y es claramente visible desde la isla principal de Okinawa y el mar de la China Oriental. El perfil del monte Gusuku se puede ver claramente desde la península de Motobu en la isla de Okinawa y la isla de Sesoko. La montaña ha servido históricamente como un punto de referencia marítimo y aparece en cartas náuticas de la época medieval.

## Etimología
La lectura japonesa de la montaña es Shiro-yama; sin embargo, en Okinawa, se pronuncia Gusuku-yama. El significado de 城 en ambos idiomas es «castillo». En Kunigami, a la montaña se la conoce como Tatchū (タッチュー?).

## Geología
El monte Gusuku es 70 millones de años más antiguo que el resto de Iejima. La montaña se formó por un fenómeno único encima de la superficie: un lecho de roca más antiguo fue desplazado por un lecho más reciente para formar una mezcla de los dos.

## Utaki
El monte Gusuku es un sitio considerado sagrado en la religión de Ryūkyū. Un utaki —santuario de la creencia local— se encuentra a medio camino de la cima de la montaña. El sendero que parte del lado sur del pico conduce al santuario y está marcado por puertas torii. Históricamente, el utaki en el monte Gusuku se ha utilizado para orar por cosechas y viajes por mar seguros.